# Joseph Kane
Pour les articles homonymes, voir Kane.
Joseph Kane (parfois crédité Joe Kane) (né le 19 mars 1894 à San Diego, en Californie, et mort le 25 août 1975 à Santa Monica) est un réalisateur scénariste, monteur et producteur de cinéma américain.

## Filmographie

### Comme réalisateur

#### Années 1930
- 1934 : In Old Santa Fe (non crédité)
- 1935 : Le Chant du Far West (Tumbling Tumbleweeds)
- 1935 : Melody Trail (en)
- 1935 : La Chasse à l'or (en) (The Sagebrush Troubadour)
- 1935 : L'Île des rayons de la mort (The Fighting Marines)
- 1936 : The Lawless Nineties
- 1936 : La Nation des ailes (en) (Darkest Africa)
- 1936 : La Rivière écarlate (King of the Pecos)
- 1936 : La Chevauchée solitaire (The Lonely Trail)
- 1936 : Undersea Kingdom (en)
- 1936 : Guns and Guitars
- 1936 : Oh, Susanna!
- 1936 : Ride Ranger Ride (en)
- 1936 : Ghost-Town Gold (en)
- 1936 : The Old Corral (en)
- 1937 : Paradise Express (en)
- 1937 : Git Along, Little Dogies (en)
- 1937 : Round-Up Time in Texas (en)
- 1937 : Gunsmoke Ranch (en)
- 1937 : Come On, Cowboys! (en)
- 1937 : Yodelin' Kid from Pine Ridge (en)
- 1937 : Public Cowboy No. 1 (en)
- 1937 : Heart of the Rockies (en)
- 1937 : Le Champion (Boots and Saddles)
- 1937 : Springtime in the Rockies
- 1938 : The Old Barn Dance (en)
- 1938 : Born to Be Wild (en)
- 1938 : Les Incendiaires (en) (Arson Gang Busters)
- 1938 : Crépuscule (Under Western Stars)
- 1938 : Gold Mine in the Sky (en)
- 1938 : Un fameux filon (en) (Man from Music Mountain)
- 1938 : Le Retour de Billy the Kid (Billy the Kid Returns)
- 1938 : Come On, Rangers (en)
- 1938 : Shine On, Harvest Moon (en)
- 1939 : Rough Riders' Round-up (en)
- 1939 : Southward Ho (en) de Joseph Kane
- 1939 : Frontier Pony Express (en)
- 1939 : In Old Caliente (en)
- 1939 : Wall Street Cowboy (en)
- 1939 : In Old Monterey (en)
- 1939 : The Arizona Kid
- 1939 : Saga of Death Valley (en)
- 1939 : Days of Jesse James (en)

#### Années 1940
- 1940 : Young Buffalo Bill (en)
- 1940 : The Carson City Kid
- 1940 : The Ranger and the Lady (en)
- 1940 : Colorado (en)
- 1940 : Young Bill Hickok (en)
- 1940 : The Border Legion
- 1941 : Robin Hood of the Pecos (en)
- 1941 : The Great Train Robbery
- 1941 : In Old Cheyenne (en)
- 1941 : Sheriff of Tombstone (en)
- 1941 : Nevada City (en)
- 1941 : Rags to riches (en)
- 1941 : Bad Man of Deadwood (en)
- 1941 : Jesse James at Bay
- 1941 : Red River Valley (en)
- 1942 : Man from Cheyenne (en)
- 1942 : South of Santa Fe (en)
- 1942 : Sunset on the Desert (en)
- 1942 : Romance on the Range (en)
- 1942 : Sons of the Pioneers (en)
- 1942 : Sunset Serenade (en)
- 1942 : Heart of the Golden West (en)
- 1942 : Ridin' Down the Canyon (en)
- 1943 : Idaho (en)
- 1943 : Le Roi des cow-boys (King of the Cowboys)
- 1943 : Song of Texas (en)
- 1943 : Silver Spurs (en)
- 1943 : The Man from Music Mountain (en)
- 1944 : Hands Across the Border (en)
- 1944 : Cowboy and the Senorita (en)
- 1944 :  Showboat du Texas (en) (The Yellow Rose of Texas)
- 1944 : Song of Nevada (en)
- 1945 : La Belle de San Francisco (Flame of Barbary Coast)
- 1945 : The Cheaters
- 1945 : La Femme du pionnier (Dakota)
- 1946 : In Old Sacramento (en)
- 1946 : Plainsman and the Lady (en)
- 1947 : Wyoming (en)
- 1948 : Old Los Angeles (en)
- 1948 : La Légion des brave (en) (The Gallant Legion)
- 1948 : Les Pillards (The Plunderers)
- 1949 : Le Dernier Bandit (The Last Bandit)
- 1949 : Le Cavalier fantôme (en) (Brimstone)

#### Années 1950
- 1950 : Mississippi-Express (Rock Island Trail)
- 1950 : The Savage Horde (en)
- 1950 : La Ruée vers la Californie (California Passage)
- 1951 : La Revanche des Sioux (en) (Oh! Susanna)
- 1951 : Alerte aux garde-côtes (en) (Fighting Coast Guard)
- 1951 : Le Frelon des mers (en) (The Sea Hornet)
- 1952 : Au royaume des crapules (Hoodlum Empire)
- 1952 : Woman of the North Country (en)
- 1952 : Capturez cet homme ! (en) (Ride the Man Down)
- 1953 :  Les Rebelles de San Antone (en) (San Antone)
- 1953 : Toutes voiles sur Java (Fair Wind to Java)
- 1953 : La Mer des bateaux perdus (Sea of Lost Ships)
- 1954 : La Grande Caravane (en) (Jubilee Trail)
- 1954 : Le Carrefour de l'enfer (en) (Hell's Outpost)
- 1955 : La Loi du plus fort (Timberjack)
- 1955 : Colorado Saloon (The Road to Denver)
- 1955 : Courage Indien (en) (The Vanishing American)
- 1956 : La Horde sauvage (The Maverick Queen)
- 1956 : Tonnerre sur l'Arizona (en) (Thunder Over Arizona)
- 1956 : Accused of Murder (en)
- 1957 : Bagarre à Apache Wells (en) (Duel at Apache Wells)
- 1957 : Spoilers of the Forest
- 1957 : Flèches sanglantes (en) (The Lawless Eighties)
- 1957 : La Dernière Chevauchée (en) (Last Stagecoach West)
- 1957 : The Crooked Circle (en)
- 1957 : Gunfire at Indian Gap (en)
- 1958 : The Notorious Mr. Monks (en)
- 1958 : Trafic d'opium (en) (The Man Who Died Twice)

#### Années 1960
- 1966 : Country Boy
- 1967 : The Search for the Evil One
- 1967 : Track of Thunder (en)

#### Années 1970
- 1975 : Smoke in the Wind (en)

#### À la télévision
- 1954 : Histoires du siècle dernier (Stories of the Century) (série)
- 1955 : Cheyenne (série)
- 1957 : Whirlybirds (en) (série)
- 1957 : 26 Men (en) (série)
- 1959 : Laramie (Laramie) (série)
- 1959 : Bonanza : La Concession (The Saga of Annie O' Toole) avec Ida Lupino, Les Dangers de la mine (The Philip Deidesheimer Story), Vendetta (Vendetta)
- 1960 : Rawhide (Rawhide) (série)

### Comme producteur
- 1939 : Rough Riders' Round-up (en)
- 1939 : Southward Ho (en)
- 1939 : Frontier Pony Express (en)
- 1939 : In Old Caliente (en)
- 1939 : Wall Street Cowboy (en)
- 1939 : Le Tigre de l'Arizona (The Arizona Kid)
- 1939 : Saga of Death Valley (en)
- 1939 : Days of Jesse James (en)
- 1940 : Young Buffalo Bill (en)
- 1940 : The Carson City Kid
- 1940 : The Ranger and the Lady (en)
- 1940 : Colorado (en)
- 1940 : Young Bill Hickok (en)
- 1940 : The Border Legion
- 1941 : Robin Hood of the Pecos (en)
- 1941 : The Great Train Robbery
- 1941 : In Old Cheyenne (en)
- 1941 : Sheriff of Tombstone (en)
- 1941 : Nevada City
- 1941 : Rags to Riches
- 1941 : Bad Man of Deadwood (en)
- 1941 : Jesse James at Bay
- 1941 : Red River Valley (en)
- 1942 : Man from Cheyenne (en)
- 1942 :  South of Santa Fe (en)
- 1942 : Sunset on the Desert (en)
- 1942 : Romance on the Range (en)
- 1942 : Sons of the Pioneers (en)
- 1942 : Sunset Serenade (en)
- 1942 : Heart of the Golden West (en)
- 1943 : Idaho
- 1945 : La Belle de San Francisco (Flame of Barbary Coast)
- 1945 : The Cheaters
- 1945 : La Femme du pionnier (Dakota)
- 1946 : In Old Sacramento (en)
- 1946 : Plainsman and the Lady (en)
- 1947 : Wyoming
- 1948 : Old Los Angeles (en)
- 1948 : La légion des braves (en) (The Gallant Legion)
- 1948 : Les Pillards (The Plunderers)
- 1949 : Le Dernier Bandit (The Last Bandit)
- 1949 : Le Cavalier fantôme (en) (Brimstone)
- 1950 : The Savage Horde (en)
- 1950 : La Ruée vers la Californie (California Passage)
- 1951 : La Revanche des Sioux (en) (Oh! Susanna)
- 1951 : Alerte aux garde-côtes (en) (Fighting Coast Guard)
- 1951 : Le Frelon des mers (en) (The Sea Hornet)
- 1952 : Au royaume des crapules (Hoodlum Empire)
- 1952 : Woman of the North Country (en)
- 1952 : Capturez cet homme ! (en) (Ride the Man Down)
- 1953 : Les Rebelles de San Antone (en) (San Antone)
- 1953 : Toutes voiles sur Java (Fair Wind to Java)
- 1954 : La Mer des bateaux perdus (Sea of Lost Ships)
- 1954 : Jubilee Trail (it)
- 1954 : Le Carrefour de l'enfer (en) (Hell's Outpost)
- 1955 : La Loi du plus fort (Timberjack)
- 1955 : Colorado Saloon (The Road to Denver)
- 1956 : La Horde sauvage (The Maverick Queen)
- 1956 : Tonnerre sur l'Arizona (en) (Thunder Over Arizona)
- 1956 : Accused of Murder (en)
- 1957 : Bagarre à Apache Wells (en) (Duel at Apache Wells)

### Comme monteur
- 1926 : The Blind Trail (en) de  Leo D. Maloney
- 1928 : The Boss of Rustler's Roost (en) de  Leo D. Maloney
- 1928 : The Bronc Stomper de  Leo D. Maloney
- 1928 : The Black Ace (en) de  Leo D. Maloney
- 1928 : Yellow Contraband (en)  de  Leo D. Maloney
- 1929 : The Forty-Five Caliber War (en) de  Leo D. Maloney
- 1930 : Night Work (en) de  Russell Mack
- 1930 : Son homme (Her Man) de Tay Garnett
- 1930 : Big Money (en) de  Russell Mack
- 1931 : Lonely Wives (en) de  Russell Mack
- 1931 : Sweepstakes (en) d' Albert S. Rogell
- 1931 : The Big Gamble de  Fred Niblo
- 1931 : Suicide Fleet (en)
- 1932 : Prestige (en) de Tay Garnett
- 1932 : Young Bride (en) de  William A. Seiter
- 1932 : 70,000 Witnesses de Ralph Murphy
- 1933 : Strictly Personal (en) de Ralph Murphy
- 1933 : Song of the Eagle (en) de Ralph Murphy
- 1933 : Laughing at Life (en) de  Ford Beebe
- 1934 : No More Women (en) d'Albert S. Rogell
- 1934 : Little Men de Phil Rosen
- 1935 : McFadden's Flats (en)
- 1935 : The Headline Woman (en) de William Nigh